# 中国人民解放军国防大学
中国人民解放军国防大学，简称国防大学，本部位于北京市海淀区红山口甲3号，是中华人民共和国的最高军事学府，是中央军委副战区级直属单位。
1985年12月24日经国务院、中央军事委员会批准成立国防大学。1986年1月15日，由军事学院、后勤学院、政治学院合并，成立中国人民解放军国防大学，它是全军唯一一所高级合同指挥院校，担负着培养陆、海、空军高级指挥干部，并从事有关战略和国防现代化建设问题的研究。
國防大學的历史可追溯到1927年红军建立初期在中央革命根据地的中央军事政治学校，即后来的红军大学。抗战时期改为中国人民抗日军政大学。中华人民共和国成立后，国家于五十年代先后成立了解放军军事学院、政治学院、后勤学院等高等军事学院，于1969年同时撤销了军政大学。1986年1月，军事、政治、后勤学院合并成立国防大学。

## 沿革

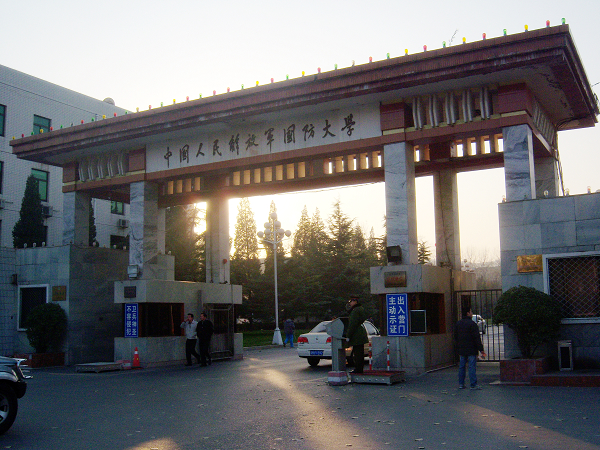
中国人民解放军国防大学老校门

### 中国工农红军大学
1927年中国共产党发动武装反抗中国国民党镇压和统治以来，即在其军队中建立了各种军事学校培养人才。
1933年，中华苏维埃共和国中央革命军事委员会代主席项英发布命令，中央苏区所有高级班、上级班成立中国工农红军大学校，即中国工农红军大学，首任校长兼政治委员为何长工。
1934年，中国工农红军大学改为中国工农红军干部团，跟随中央红军开始长征，陈赓任团长，宋任穷任政治委员。同年，红四方面军的彭杨军事政治学校根据中央苏区命令，也改称中国工农红军大学，一般称为红四方面军红军大学。
1935年6月，红一方面军、红四方面军会师，8月，干部团与红四方面军红军大学合并成立新的中国工农红军大学，校长倪志亮，政治委员何畏。后一、四方面军分别行动，红军大学再度分裂。随中央红军北上部分恢复干部团编制。跟随红四方面军行动的红军大学继续使用中国工农红军大学的名称，以刘伯承为校长，何畏为政治委员。
1935年，红一方面军抵达陕北，干部团重新改建为中国工农红军大学，学校位于瓦窑堡。1936年6月，红一方面军红军大学更名为中国人民抗日红军大学，7月迁往保安，林彪任校长，毛泽东兼任政治委员。
1936年10月，红一、二、四方面军在甘肃会宁会师，红四方面军红军大学遂并入中国人民抗日红军大学。

### 中国人民抗日军政大学
1937年年初，中国人民抗日红军大学更名为中国人民抗日军政大学，林彪任校长兼政治委员，总校校址为延安。
1937年上半年，林彪向毛泽东请示时，毛泽东提出“团结紧张严肃活泼”八个字，1939年毛泽东在抗大建校三周年大会上演讲，提出“坚定正确的政治方向，艰苦朴素的工作作风、灵活机动的战略战术”。这三句话八个字被抗大作为校风，后被国防大学立为校训。
抗日军政大学在抗日战争时期共在全国开设十二所分校。

### 第二次国共内战时期
1945年10月，抗大总校和第一、第三分校迁往黑龙江省北安，后迁往齐齐哈尔，更名为东北军事政治大学。
在中国共产党控制的各战略区，分别以原有抗大各分校为基础，组建了各战略区的军事政治大学。

### 建国初期
1951年1月15日，以华北军事政治大学和华东军事政治大学为基础，在南京成立了中国人民解放军军事学院，是中国人民解放军第一所最高军事学府。刘伯承任第一任院长兼政治委员。
1951年12月，在北京成立中国人民解放军政治学院，作为军队最高政治学府，罗荣桓任第一任院长。
1952年7月，在北京成立中国人民解放军后方勤务学院，培养中高级后勤指挥军官，1960年更名为中国人民解放军后勤学院。
1957年，解放军军事学院（战役系）前往北京合组升格为中国人民解放军高等军事学院，培养高级军事干部。

### 从军政大学到国防大学

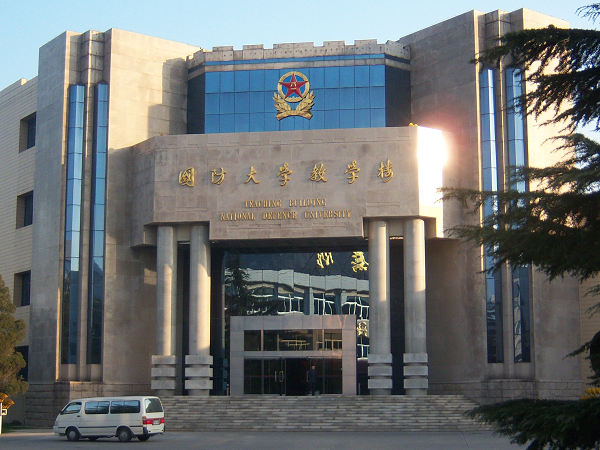
中国人民解放军国防大学教学楼

1969年，解放军高等军事学院、解放军军事学院、解放军政治学院、解放军后勤学院四校合并，组建中国人民解放军军事政治大学（解放军军政大学）。
1977年，军政大学撤销，军事系改建解放军军事学院、政治系改建解放军政治学院、后勤系改建解放军后勤学院。
1985年11月，军、政、后三校再度合并，在北京成立中国人民解放军国防大学。1986年，解放军后勤学院（部分）改建新解放军后勤学院，为今后勤指挥学院。
2005年初，国防大学按照“优化结构，理顺关系，建立精干、高效、合成的教研队伍，促进教学科研良性运转”的思路，将原先的15个教研室、研究所整合成6个教研部：战略教研部、战役教研部、马克思主义理论教研部、信息作战与指挥训练教研部、军队建设与军队政治工作教研部、军事后勤与军事科技装备教研部。
2017年7月，根据中央军委命令，以原国防大学、南京政治学院、西安政治学院、艺术学院、后勤学院、石家庄陆军指挥学院、武警政治学院，以及装备学院部分专业培训任务和相关机构为基础，调整组建新的中国人民解放军国防大学。
2017年7月19日，新调整组建的军事科学院、国防大学、国防科技大学成立大会暨军队院校、科研机构、训练机构主要领导座谈会在北京八一大楼举行，中共中央总书记、国家主席、中央军委主席习近平向军事科学院、国防大学、国防科技大学授军旗、致训词，出席座谈会并发表讲话。习近平在训词中说，“国防大学是培养联合作战人才和高中级领导干部的重要基地。要把握高级任职教育院校建设特点和规律，推动教学科研管理创新，突出高素质联合作战指挥和参谋人才培养，加强军事理论研究，努力建设世界一流综合性联合指挥大学。”新组建的国防大学校本部仍在北京，下辖北京、石家庄、上海、南京、西安等各学院、教学区、校区。

## 机构设置
| 行政领导机构 - 教育训练部 - 政治工作部 - 科研部 | 学员管理机构 - 国家安全学院 - 联合作战学院 - 军事管理学院 - 政治学院 - 联合勤务学院 - 军事文化学院 - 国际防务学院 - 研究生院 |

## 历任领导
| 校长 1. 张震 上将（1985年11月－1992年11月） 2. 朱敦法 上将（1992年11月－1995年7月） 3. 邢世忠 上将（1995年7月－2003年1月） 4. 裴怀亮 上将（2003年1月－2006年8月） 5. 马晓天 空军上将（2006年8月－2007年9月） 6. 王喜斌 上将（2007年9月－2013年7月） 7. 宋普选 上将（2013年7月－2014年12月） 8. 张仕波 上将（2014年12月－2017年1月） 9. 郑和 上将（2017年6月－2021年8月） 10. 许学强 空军上将（2021年8月－2022年10月） 11. 肖天亮 陆军上将（2023年2月－） 副校长 - 刘凯（1985年11月－1987年10月） - 钱抵千 中将（1985年11月－1989年1月） - 张霖 中将（1985年11月－1990年4月） - 袁俊 中将（1988年2月－1992年11月） - 马伟志 中将（1990年4月－1994年12月） - 侯树栋 中将（1990年4月－1997年12月） - 黄玉章 中将（1992年11月－1993年12月） - 王厚卿 中将（1992年11月－1997年12月） - 胡长发 中将（1993年12月－1998年8月） - 杨国屏 中将（1994年12月－1996年2月） - 何道泉 中将（1996年4月－1998年8月） - 张兴业 中将（1997年12月－2002年11月） - 毛凤鸣 中将（1997年12月－2000年12月） - 高金钿 中将（1998年8月－2003年7月） - 陈章元 中将（2000年12月－2004年7月） - 葛振峰 中将（2000年12月－2001年7月） - 王文荣 中将（2001年7月－2006年12月） - 许志功 中将（2003年7月－2009年1月） - 赵刚 中将（2004年7月－2009年12月） - 王朝田 中将（2006年12月－2014年12月） - 任海泉 中将（2009年1月－2011年12月） - 王永生 中将（2009年12月－2014年7月） - 王西欣 少将（2011年12月－2012年12月） - 毕京京 中将（2012年12月－2017年） - 周爱民 中将（2014年7月－） - 肖天亮 中将（2014年12月－2023年2月） - 谢维宽 少将（2017年－） - 石忠武 少将（2017年－） - 赵文华 少将（2017年－） - 胡钢锋 少将 | 政治委员 1. 李德生 上将（1985年11月－1990年4月） 2. 张震 上将（1990年4月－1992年11月，兼任） 3. 李文卿 上将（1992年11月－1995年7月） 4. 王茂润 上将（1995年7月－2001年7月） 5. 赵可铭 上将（2001年7月－2007年9月） 6. 童世平 上将（2007年9月－2009年12月） 7. 刘亚洲 空军上将（2009年12月－2017年1月） 8. 吴杰明 中将（2017年6月－2021年8月） 9. 郑和 陆军上将（2021年8月－） 副政治委员 - 李曼村（1985年11月－1988年2月） - 陈瑛 中将（1985年11月－1990年4月） - 李文卿 中将（1990年4月－1992年11月） - 赵丛 中将（1990年6月－1994年12月） - 刘存康 中将（1992年11月－1994年12月） - 董宜胜 中将（1994年12月－1999年5月） - 赵可铭 中将（1996年1月－2001年7月） - 谭乃达 中将（1999年4月－2001年7月） - 李殿仁 中将（2001年7月－2009年1月） - 寇宪祥 少将（2001年7月－2002年1月） - 彭小枫 中将（2002年1月－2003年12月） - 郭俊波 中将（2009年1月－2013年12月） - 吴杰明 中将（2013年12月－2017年6月） - 胡秀堂 空军中将（2015年1月－2017年） - 王树 少将（2017年－） |

| 教育训练部部长 （初为教育长；1992年后增设训练部，教育长改为该部领导；2017年改为教育训练部部长） 1. 徐钟祥 中将（1985年11月－1990年4月） 2. 王厚卿 少将（1990年4月－1992年11月） 3. 徐舫艇 少将（1992年11月－1995年8月） 4. 王文荣 少将（1995年8月－2002年1月） 5. 章沁生 少将（2002年1月－2003年1月） 6. 王朝田 少将（2003年6月－2006年12月） 7. 任海泉 少将（2006年12月－2009年1月） 8. 夏兴有 少将（2009年1月－2013年6月） 9. 赵文华 少将（2013年6月－2017年） 10. 郑云华 少将（2017年－） 教育训练部副部长 - 尹静山 少将（1985年－1988年） - 侯树栋 少将（1985年11月－1990年4月） - 徐舫艇 少将（？－1992年11月） - 谭恩晋 少将（？－？） - 王文荣 少将（？－1995年8月） - 胡爱祖 少将（？－？） - 章沁生 少将（1998年10月－2002年1月） - 马平 少将（？－？） - 崔长琦 少将（？－？） - 余高达 少将（？－2004年6月） - 苏希胜 少将（？－？） - 霍小勇 少将（？－？） - 夏兴有 少将（？－2009年1月） - 纪明葵 少将（？－？） - 张怀璧 少将（？－？） - 严大鹏 少将（？－？） - 王瑞清 少将（？－？） - 赵文华 少将（2011年－2013年6月） - 王一平 少将（2012年－2017年） - 冯金阔 少将（2013年－2017年） - 郑云华 少将（2014年－2017年） | 政治工作部主任 （2017年前称政治部主任） 1. 吕村夫（1985年11月－1988年2月） 2. 胡峨亭 中将（1988年2月－1990年4月） 3. 刘存康 少将（1990年4月－1992年11月） 4. 周尔均 少将（1992年12月－1995年8月） 5. 尹庆立 空军少将（1995年8月－2002年5月） 6. 徐天亮 少将（2002年9月－2008年5月） 7. 张文忠 少将（2008年7月－2011年12月） 8. 吴杰明 少将（2011年12月－2013年12月） 9. 李升泉 少将（2013年12月－2017年） 10. 王希明 少将（2017年－） 政治工作部副主任 - 周尔均 少将（？－1992年12月） - 周长城 少将（？－？） - 欧阳学德 少将（？－？） - 邱培泉 少将（？－？） - 陈克敏 少将（1999年6月－2002年9月） - 郑卫平 少将（2002年7月－2004年7月） - 毕京京 少将（2004年7月－2006年10月） - 张文忠 少将（？－2008年7月） - 任天佑 少将（2006年12月－2012年12月） - 洪晓东 少将（2008年－2013年） - 段天杰 少将（2013年－2015年1月） - 王希明 少将（2014年－2017年） - 白锦峰 少将（2015年－2017年） |

| 校务部部长 1. 刘均元（1985年11月－1987年9月） 2. 杨振亚 少将（1987年9月－1991年11月） 3. 陈瑞昌 少将（1992年12月－1996年5月） 4. 杨绍华 少将（1996年5月－1999年） 5. 毕泗振 少将（1999年－2001年） 6. 冯维忠 少将（2001年－？） 7. 王秋生 少将（？－2011年） 8. 徐俊杰 少将（2011年－2014年12月） 9. 吴舒理 少将（2014年12月－2017年） 校务部政治委员 1. 马国文 中将（1985年11月－？） 2. 尹玉亮 少将（1986年6月－1990年4月） 3. 邱培泉 少将（？－1995年8月） 4. 吴凤良 少将（1997年9月－？） 5. 罗光明 少将（？－？） | 科研部部长 1. 黄玉章 中将（1985年11月－1992年11月） 2. 程明群 少将（1992年11月－1995年8月） 3. 杨旭华 少将（1995年9月－1996年8月） 4. 张毓清 少将（1996年10月－？） 5. 苏希胜 少将（？－？） 6. 霍小勇 海军少将（2006年9月－2010年） 7. 于国华 少将（2010年－2012年） 8. 秦天 少将（2012年－2015年8月） 9. 周立存 少将（2015年8月－2017年6月） 10. 刘志辉 少将（2017年11月－2018年） 11. 方林 少将（?-） 纪律检查委员会书记 1. 周家鼎 中将（1986年6月－1990年4月） 2. 赵丛 中将（1990年6月－1994年12月，副政治委员兼） 3. 董宜胜 中将（1994年12月－1999年7月，副政治委员兼） 4. 谭乃达 中将（1999年7月－2001年7月，副政治委员兼） 5. 李殿仁 中将（2001年7月－2009年1月，副政治委员兼） 6. 郭俊波 中将（2009年1月－2013年12月，副政治委员兼） 7. 吴杰明 中将（2013年12月－2017年6月，副政治委员兼） |